# Loch Langavat (Nord-Harris)
Loch Langavat, schottisch-gälisch: Loch Langabhat, ist ein Süßwassersee auf der schottischen Hebrideninsel Lewis and Harris. Er ist einer von vier Seen dieses Namens auf der Doppelinsel (siehe auch Loch Langavat (Begriffsklärung)).
Die Bezeichnung Langavat leitet sich aus den altnordischen Wörtern lang und vatn ab und bedeutet „Langer See“. Sie entstammt der Zeit der Wikingerbesiedlung der Hebriden.

## Geographie
Der See liegt nahe der Nordwestküste von Harris rund fünf Kilometer südöstlich des Weilers Hushinish. Rund drei Kilometer südöstlich befindet sich der Weiler Amhuinnsuidhe mit dem Herrenhaus Amhuinnsuidhe Castle, das Charles Murray, 7. Earl of Dunmore in den 1860er Jahren errichten ließ. Auf Harris gelegen, gehörte Loch Langavat historisch zur traditionellen Grafschaft Inverness-shire. Heute ist Harris Teil der Council Area Äußere Hebriden. In einer äußerst dünnbesiedelten Region der Doppelinsel gelegen, sind die Ufer Loch Langavats nicht besiedelt. Entlang des Ostufers verläuft die B887.

## Beschreibung
Der langgezogene, schmale See liegt auf einer Höhe von 27 Metern über dem Meeresspiegel. Loch Langavat besitzt eine Länge von etwa 750 Metern bei einer maximalen Breite von etwa 190 Metern, woraus ein Uferumfang von zwei Kilometern sowie eine Fläche von acht Hektar resultieren.
Verschiedene kleine Bäche speisen das Volumen von 402.007 Kilolitern. Das Einzugsgebiet von Loch Langavat beträgt 152 Hektar. Loch Langavat weist eine mittlere Tiefe von 5,2 Metern auf. Er entwässert über einen kleinen Bach über Loch Haladail bei Amhuinnsuidhe in die Bucht Loch Leosavay.